# 吉普瑟姆 (科罗拉多州)
吉普瑟姆（英語：Gypsum），是美国科罗拉多州伊格尔县下属的一座城市。建市于1911年11月25日，面积大约为7.721平方英里（19.998平方公里）。根据2010年美国人口普查，该市有人口6,477人。2011年估计该市有人口6,446人，相比2010年人口增长率为-0.48%。同时，论人口该市是科罗拉多州第60大城市。